# Tebord

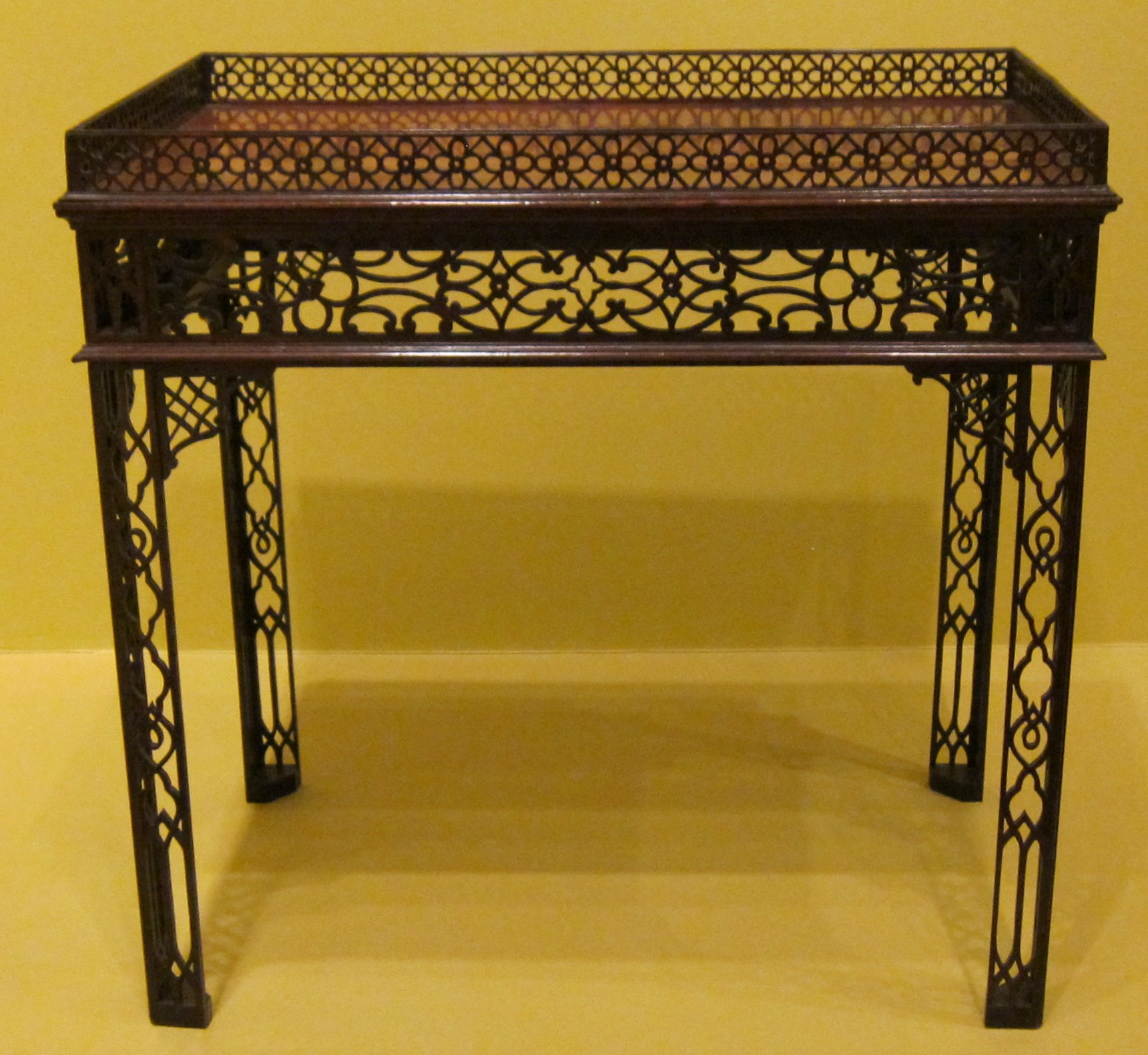
Chippendale, c. 1730

Ett tebord är ett litet, lättflyttat bord ofta med fällbar målad skiva för tedrickning.
Under 1700-talets lopp spred sig modedryckerna te, kaffe och choklad i en framväxande borgarklass i Sverige. Att dricka te i hemmiljö kring ett uppdukat tebord blev en populär umgängesform framför allt bland kvinnor i välsituerade stadsfamiljer. Ostindiskt porslin och andra tillbehör som teet serverades med var lika viktiga i den sociala ritualen som den exotiska drycken i sig. 1700-talets tebord dukades med porslin från Kina; kanna, kopp med fat, tedosor och spilkum för använda teblad.
Intresset för Orienten och kineserier (kinesiska former i europeisk tolkning) slog med ökande handel igenom i borgerlighetens möbelkulturer. Då importerade tebord och -brickor i lack var mycket dyrbara spreds inhemskt tillverkade tebord med påmålade motiv under 1700-talets lopp. Dessa tebord saknar motsvarighet i andra länder och är ett unikt inslag i svenskt högreståndsmöblemang.